# Kyle Weaver
Kyle Donovan Weaver (ur. 18 lutego 1986 w Beloit) – amerykański koszykarz występujący na pozycji rzucającego obrońcy. 
W NBA reprezentował barwy Oklahoma City Thunder oraz Utah Jazz.
4 października 2016 podpisał umowę z Polskim Cukrem Toruń. 3 sierpnia 2017 został zawodnikiem greckiego Arisu Saloniki.
Przez kilka lat występował w letniej lidze NBA. Reprezentował Charlotte Bobcats (2008), Oklahoma City Thunder (2009, 2010), Miami Heat (2012), Utah Jazz (2011). W 2010 spędził obóz przedsezonowy z Chicago Bulls, a w 2012 z  Memphis Grizzlies. 
8 sierpnia 2018 dołączył do litewskiego Neptūnasu Kłajpeda.
27 sierpnia 2019 zawarł po raz drugi w karierze umowę z Polskim Cukrem Toruń.

## Osiągnięcia
Stan na 9 sierpnia 2020, na podstawie, o ile nie zaznaczono inaczej.
NCAA
- Uczestnik turnieju NCAA (2007, 2008)
- Zaliczony do:
  - I składu:
    - konferencji PAC-10 (2007)
    - turnieju PAC-10 (2008)
    - defensywnego PAC-10 (2008)

  - II składu PAC-10 (2008)

Drużynowe
- Mistrz Belgii (2011)
- Wicemistrz Polski (2017)[8]
- Brąz mistrzostw Litwy (2019)
- Finalista Pucharu Polski (2020)[9]

Indywidualne
(* – nagrody przyznane przez portal eurobasket.com)
- MVP PLK (2017 według dziennikarzy)[10]
- Najlepszy skrzydłowy ligi polskiej (2017)*[2]
- Zaliczony do:
  - I składu:
    - PLK (2017 według polskich dziennikarzy)*[11][2]
    - obcokrajowców PLK (2017)*[2]

  - składu All-D-League Honorable Mention (2011)
- Lider w przechwytach ligi litewskiej (1,75 – 2019)[12]

Reprezentacja
- Uczestnik igrzysk panamerykańskich (2005 – 5. miejsce)